# ازدواج کردم گیر افتادم
ازدواج کردم گیر افتادم (به هندی: Shaadi Karke Phas Gaya Yaar) فیلمی محصول سال ۲۰۰۶ و به کارگردانی کی. اس. آدیامان است. در این فیلم بازیگرانی همچون سلمان خان، شیلپا شتی، ریما لاگو، موهنیش باهل، شاکتی کاپور ایفای نقش کرده‌اند.